# Malouma
Pour l’article ayant un titre homophone, voir Maluma (homonymie).
Malouma (prononciation : /mɑːloʊmɑː/), de son nom complet Maalouma Mint Mokhtar Ould Meidah (en arabe : المعلومة منت الميداح), née le 1er octobre 1960 à Mederdra, est une chanteuse populaire et femme politique mauritanienne. Elle a été élue sénatrice en 2007.